# Põhimaantee 6
Die Põhimaantee 6 (Nationalstraße 6) ist eine Fernstraße in Estland. 

## Verlauf
Die auch als Valga-Uulu maantee bekannte Straße zweigt in Valga unmittelbar an der Grenze zu Lettland von der Põhimaantee 3 ab, führt nach Norden aus dieser Stadt hinaus und verläuft zunächst an der estnisch-lettischen Grenze entlang und weiter über Tõrva, Karksi-Nuia und an der kleinen Grenzstadt Mõisaküla nördlich vorbei, nach Kilingi-Nõmme, wo die nach Viljandi führende Põhimaantee 92 abzweigt, und führt schließlich bei dem an der Rigaer Bucht gelegenen Dorf Uulu südlich von Pärnu auf die Põhimaantee 4 (Europastraße 67), die Via Baltica.
Die Länge der Straße beträgt rund 125 km.

## Geschichte
Während der Zugehörigkeit Estlands zur Sowjetunion trug die Straße die Bezeichnung A208.